# Jean-Victor Tinorua
Jean-Victor Tinorua, né le 20 janvier 1982, est un footballeur international tahitien, évoluant au poste de milieu de terrain.

## Biographie
Jean-Victor Tinorua a été sélectionné pour la coupe d'Océanie de football 2000 sans disputer aucune minute, puis il découvre la sélection tahitienne en 2001, lors d'un match des éliminatoires de la Coupe du monde 2002 contre le Vanuatu (victoire 6-1 des Tahitiens). Il a été sélectionné pour les Jeux du Pacifique 2011, sans pour autant savoir s'il a joué un match. Il faut ensuite attendre 2011 pour le revoir en sélection lors d'un match amical contre la Nouvelle-Calédonie. 
Après cela, il est dans la pré-liste des joueurs sélectionnés pour la Coupe des Confédérations 2013 au Brésil mais n'est pas retenu pour le tournoi avec les Toa Aito.
En club, il a joué avec l'AS Vénus et l'AS Dragon